# Јозеф Бармош
Јозеф Бармош, (чеш. Jozef Barmoš; Шурани, 28. август 1954) је бивши чехословачки фудбалер и словачки тренер. Носилац је златне медаље са Европског првенства 1976. и бронзане медаље са Европског првенства 1980. и учесник Свјетског првенства у фудбалу 1982. у Шпанији.

## Каријера
Фудбалску каријеру започео је у TJ Družstevník Bešeňov (1960-1970) Цијелу каријеру, изузев војног рока који је провео у ФК Дукла Праг, провео је у Интеру из Братиславе. Највећи појединачни успјех остварио је 1978. када је проглашен за другог најбољег фудбалера у Чехословачкој. Са ФК Дукла је освојио првенство Чехословачке 1979. године. На крају каријере играо је четири године у белгијском Racing Jet Brusel. За националну репрезентацију дебитовао је 9. новембра 1977. у пријатељској утакмици против Мађарске. У периоду између 1977. и 1982. одиграо је 52 утакмице у репрезентацији Чехословачке. Репрезентативну каријеру окончао је 24. јуна 1982. године против Француске.
По окончању играчке каријере постао је фудбалски тренер. У годинама 1989-1991. радио је као тренер аустријском тиму SV Sieghartskirchen који је наступао у нижим такмичењима. Након тога придружио се тиму словачке репрезентације млађој од 19 година, где је радио 4 године до 1995. До 1998. године био је тренер Словачке репрезентације до 21 године и помоћник у првом тиму Словачке. Прволигашки тим ФК Жилина водио је 1999-2000, а затим је четири године радио као главни менаџер Интера из Братиславе. За то вријеме освојио је првенство и куп Словачке. Потом је годину дана радио као тренер Словачке репрезентације до 21. године. Од 2009. године је предсједник ФК Интера из Братиславе.

## Лигашки учинак
| Сезона                       | Утакмица | Голова | Клуб |                     |
| ---------------------------- | -------- | ------ | ---- | ------------------- |
| 1. чехословачка лига 1973/74 | –        | 0      | –    | ФК Интер Братислава |
| 1. чехословачка лига 1974/75 | 30       | 1      | –    | ФК Интер Братислава |
| 1. чехословачка лига 1975/76 | –        | 0      | –    | ФК Интер Братислава |
| 1. чехословачка лига 1976/77 | 30       | 1      | –    | ФК Интер Братислава |
| 1. чехословачка лига 1977/78 | –        | 0      | –    | ФК Интер Братислава |
| 1. чехословачка лига 1978/79 | 26       | 1      | –    | ФК Дукла Праг       |
| 1. чехословачка лига 1979/80 | –        | 0      | –    | ФК Интер Братислава |
| 1. чехословачка лига 1980/81 | 30       | 1      | –    | ФК Интер Братислава |
| 1. чехословачка лига 1981/82 | 30       | 1      | –    | ФК Интер Братислава |
| 1. чехословачка лига 1982/83 | 30       | 1      | –    | ФК Интер Братислава |
| 1. чехословачка лига 1983/84 | 25       | 0      | –    | ФК Интер Братислава |
| 1. чехословачка лига 1984/85 | 27       | 0      | –    | ФК Интер Братислава |
| Жупилер Про лига1986/87      | 34       | 0      | –    | Racing Jet Brusel   |
| Жупилер Про лига 1987/88     | 32       | 0      | –    | Racing Jet Brusel   |
| УКУПНО 1. чехословачка лига  | 343      | 6      | –    |                     |
| УКУПНО Жупилер Про лига      | 66       | 0      | –    |                     |